# Cycas cantafolia
Cycas cantafolia là một loài thực vật hạt trần trong họ Cycadaceae. Loài này được Jutta, K.L.Chew & Saw mô tả khoa học đầu tiên năm 2010.